# Pierre Bonnel
Pierre Bonnel, né le 13 décembre 1920 à Saint-Pol-sur-Ternoise et décédé le 19 juin 2006 à Arras, est un homme politique français.

## Biographie
Pharmacien de profession, il est élu maire de Saint-Pol-sur-Ternoise en 1959, puis conseiller général du canton de Saint-Pol-sur-Ternoise, à la suite du décès de son beau-père Charles Chopin, en 1967 jusqu'en 1992.
Il est élu député en 1968 jusqu'en 1973, date à laquelle il cède sa place à Lucien Pignion, qui lui avait ravi la mairie de Saint-Pol en 1965.